# Лејкланд (Тенеси)
Лејкланд (енгл. Lakeland) град је у америчкој савезној држави Тенеси.

## Демографија
По попису из 2010. године број становника је 12.430, што је 5.568 (81,1%) становника више него 2000. године.
| Група             | 2000.         | 2010.          |
| Белци             | 6.222 (90,7%) | 10.109 (81,3%) |
| Афроамериканци    | 358 (5,2%)    | 1.163 (9,4%)   |
| Азијати           | 122 (1,8%)    | 553 (4,4%)     |
| Хиспаноамериканци | 101 (1,5%)    | 424 (3,4%)     |
| Укупно            | 6.862         | 12.430         |